# George Baysah
George Baysah (Montserrado County, Liberia, 1 de marzo de 1986), futbolista liberiano. Juega de defensa y su actual equipo es el Hapoel Kfar Saba de la Liga Leumit de Israel. 

## Selección nacional
Ha sido internacional con la Selección de fútbol de Liberia, ha jugado 19 partidos internacionales.

## Clubes
| Club             | País    | Año       |
| ---------------- | ------- | --------- |
| LISCR            | Liberia | 2007-2009 |
| Hapoel Kfar Saba | Israel  | 2009-     |